# NEWW
NEWW (ang. Network of East-West Women, tłum. na polski Wschodnio-Zachodnia Sieć Współpracy Kobiet) – to międzynarodowe stowarzyszenie współpracy kobiet, działające w Europie Środkowej i Wschodniej oraz krajach byłego Związku Radzieckiego i USA. NEWW jest jedną z największych i najbardziej szanowanych organizacji w regionie, posiada status specjalnego konsultanta Komisji Ekonomicznej i Społecznej Organizacji Narodów Zjednoczonych. Wschodnio-Zachodnia Sieć Współpracy Kobiet NEWW zrzesza kilkadziesiąt organizacji oraz ponad sto osób z 30 krajów Europy, byłych państw Związku Radzieckiego i USA.
Celem statutowym jest łączenie kobiet ponad narodowymi i regionalnymi podziałami by dzielić wiedzę, środki i umiejętności.

## Historia NEWW
Stowarzyszenie powstało w czerwcu 1991 roku w Dubrowniku, podczas spotkania założycielskiego wokół tematu: „W jaki sposób interesy i problemy kobiet mogą stać się elementem procesu odrodzenia społeczeństwa obywatelskiego w krajach postkomunistycznych?”. NEWW-Polska zostało zarejestrowane jako niezależna organizacja pozarządowa w 1999 roku w Gdańsku. Posiada status organizacji pożytku publicznego. Od 2000 roku dyrektorką NEWW-Polska jest Małgorzata Tarasiewicz.
W latach 1994–1997 NEWW ustanowiło pierwszą kobiecą sieć elektronicznej komunikacji NEWW On-Line, która jest jedną z największych sieci on-line poświęconych sprawom kobiet.
Na czele NEWW stoi Rada Międzynarodowa, w której skład wchodzi 20 kobiet z 12 krajów z Europy Środkowo-Wschodniej, byłego ZSRR i USA. Skład Rady uzupełniany jest każdego roku.
W maju 2004 nastąpiła przeniesienie siedziby głównego biura NEWW z Waszyngtonu do Gdańska. Od czerwca 2004 NEWW–Polska pełni funkcję Międzynarodowego Sekretariatu Wschodnio-Zachodniej Sieci Współpracy Kobiet, wspierając obywatelskie ruchy i niezależne organizacje kobiece oraz pomaga kobietom w oddziaływaniu na politykę.
Jesienią 2004 NEWW wydało pierwszy polski przekład amerykańskiego „Our bodies, ourselves” (tytuł polski: „Nasze ciała, nasze życie”), uznany przewodnik po kobiecym ciele, zdrowiu, seksualności, procesach dorastania, przekwitania, starzenia się, ciąży i macierzyństwa.
W 2005 roku NEWW – Polska we współpracy z Ośrodkiem Informacji Środowisk Kobiecych OŚKa oraz Fundacją Kobiecą eFKa opracował raport na temat realizacji celów Pekińskiej Platformy Działania. Utworzony raport, mający na celu uwypuklenie istotnych dla kobiet problemów, przez wiele lat nie realizowanych przez rząd, był alternatywną odpowiedzią środowisk kobiecych w stosunku do raportu rządowego.
W 2005 roku NEWW – Polska przygotowało „Gdańską analizę budżetową pod kątem płci” – pierwsza próbę kompleksowej analizy działań władz lokalnych pod kątem wrażliwości na potrzeby płci na terenie Polski. Raport ten, w sposób wieloaspektowy i interdyscyplinarny prezentuje władzom Gdańska propozycje zmian regulacyjnych, społecznych i ekonomicznych .

## Projekty NEWW
- Gender mainstreaming;
- koordynacja sieci informacji kobiecej NEWW On-line;
- międzynarodowe i regionalne projekty, organizacja spotkań i konferencji wspomagających udział kobiet w życiu społecznym i politycznym;
- programy grantowe i stypendialne na rzecz kobiet w krajach Europy Środkowej i Wschodniej oraz krajów byłego Związku Radzieckiego (CEE/NIS);
- szkolenia dla kobiet;
- bezpłatna pomoc prawna i psychologiczna;
- publikacje na temat kobiecego zdrowia, kobiet i ekonomii, przemocy wobec kobiet;
- biblioteka i czytelnia oraz punkt bezpłatnego stanowiska komputerowego z dostępem do internetu.